# Haptoncus ocularis
Haptoncus ocularis är en skalbaggsart som beskrevs av Leon Fairmaire 1849. Haptoncus ocularis ingår i släktet Haptoncus och familjen glansbaggar. Inga underarter finns listade i Catalogue of Life.